# Пятница (Шатурский район)
Пятница — село в Шатурском муниципальном районе Московской области. Входит в состав Дмитровского сельского поселения. Население — 0 чел. (2010).

## Расположение и транспорт
Село Пятница расположена в юго-восточной части Шатурского района, расстояние по автодорогам до МКАД порядка 165 км, до райцентра — 52 км, до центра поселения — 19 км. Ближайшие населённые пункты — деревни Тельма в 2,5 км к западу, где расположена автобусная остановка маршрута № 41, и Муравлёвская, также к западу. Недалеко от Тельмы также располагается остановка «Савинская», от которой ходят автобусы в том числе до Москвы.
Высота над уровнем моря 127 м.

## Название
На плане Генерального межевания Егорьевского района 1790 года село обозначено как погост Телемский, а в экономических примечаниях к плану — погост Телема. Впоследствии в XIX веке за селом закрепилось название Телема. На «Специальной карте Европейской России» И. А. Стрельбицкого обозначено как Тельмы.
Название Пятница село получило по наименованию расположенной в нём церкви Параскевы Пятницы.

## История

### С XVII века до 1917
Впервые упоминается в писцовых книгах Владимирского уезда XVII века как погост в Терлеме Зачисморской кромины волости Муромского сельца Владимирского уезда. В погосте стояла деревянная церковь Святой Мученицы Параскевы Пятницы.
В результате губернской реформы 1708 года погост оказался в составе Московской губернии. После образования в 1719 году провинций он вошёл во Владимирскую провинцию, а с 1727 года — во вновь восстановленный Владимирский уезд.
В 1753 году построена новая деревянная церковь Параскевы Пятницы.
В 1778 году образовано Рязанское наместничество (с 1796 года — губерния). После этого вплоть до начала XX века погост входил в Егорьевский уезд Рязанской губернии.

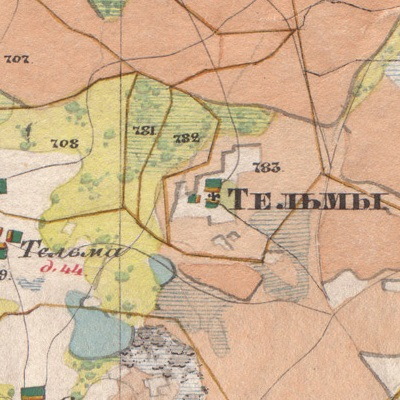
Село Тельмы (ныне Пятница) на карте 1850 года

В XIX веке погост превратился в село Телема духовного ведомства 1-го стана Егорьевского уезда по левую сторону Касимовского тракта, при колодце, в 66 верстах от уездного города и 45 верстах от становой квартиры.
После отмены крепостного права село вошло в состав Лекинской волости.
В 1869–70 годах построена вторая церковь — каменная, в честь Успения Пресвятой Богородицы.
В 1885 году в селе была школа, функционировавшая 7–8 месяцев в году.
По данным 1905 года в селе было 2 церкви и церковно-приходская школа. Ближайшее почтовое отделение и земская лечебница находились в селе Архангельском.

### 1917—1991
После Октябрьской революции был образован Тельминский сельсовет, куда вошло и село Тельмы.
В 1919 году село было передано из Егорьевского уезда во вновь образованный Спас-Клепиковский район Рязанской губернии. В 1921 году Спас-Клепиковский район был преобразован в Спас-Клепиковский уезд, который в 1924 году был упразднён. После упразднения Спас-Клепиковского уезда деревня передана в Рязанский уезд Рязанской губернии. В 1925 году произошло укрупнение волостей, в результате которого деревня оказалась в укрупнённой Архангельской волости.
В ходе реформы административно-территориального деления СССР в 1929 году село вошло в состав Дмитровского района Орехово-Зуевского округа Московской области. В 1930 году округа были упразднены, а Дмитровский район переименован в Коробовский. 
В середине XX века были разрушены обе сельские церкви. Тогда же (или несколько позже) село было переименовано в Пятницу.
3 июня 1959 года Коробовский район был упразднён, Тельминский сельсовет передан Шатурскому району.
С конца 1962 года по начало 1965 года село Пятница входило в Егорьевский укрупнённый сельский район, созданный в ходе неудавшейся реформы административно-территориального деления, после чего село в составе Тельминского сельсовета вновь передано в Шатурский район.

### С 1991 года
В 1994 году Тельминский сельсовет был преобразован в Тельминский сельский округ. 
29 сентября 2004 года Тельминский сельский округ был упразднён, а его территория включена в состав Дмитровского сельского округа.
В 2005 году образовано Дмитровское сельское поселение, в которое вошло село Пятница.

## Население
| 1859 | 1868 | 1885 | 1905 | 1970 | 1993 |
| ---- | ---- | ---- | ---- | ---- | ---- |
| 30   | ↗34  | ↘29  | ↘15  | ↘10  | ↘0   |
| 2002 | 2006 | 2010 |      |      |      |
| →0   | →0   | →0   |      |      |      |

Число дворов и жителей: в 1859 году — 4 двора, 12 муж., 18 жен., в 1868 году — 6 дворов, 15 муж., 19 жен.
В 1885 году в селе проживали 4 семьи священнослужителей (9 муж., 9 жен.) и 3 семьи мещан (4 муж., 7 жен.).
В 1905 году — 15 человек (6 дворов, 6 муж., 9 жен.).
По результатам переписи населения 2010 года в селе не было постоянного населения.